# 烏尼亞河
烏尼亞河是俄羅斯的河流，屬於伯朝拉河的左支流，由科密共和國負責管轄，河道全長163公里，流域面積2,890平方公里，河水主要來自融雪，每年十月至翌年五月結冰。